# Gasometer Tiefstack
Der Gasometer Tiefstack war einer der größten oberirdischen Gasbehälter zur Speicherung von Stadtgas Mitteleuropas. Er war der westliche von zwei Gasbehältern, die die Hamburger Gaswerke (Hein Gas) in den 1930er Jahren auf ihrem Betriebsgelände im Hamburger Stadtteil Rothenburgsort errichteten. Während der östliche, kleinere Gasbehälter den Bombenangriffen 1943 zum Opfer fiel, überstand der viel größere, westliche Gasometer die Bombenangriffe, die Rothenburgsort weitestgehend zerstörten.
Das Bauwerk hatte die imposante Höhe von 99 Metern und war sogar von den Landungsbrücken im Hamburger Hafen gut zu sehen. Noch 1976 gehörte der Gasometer Tiefstack zu den 15 höchsten Bauwerken Hamburgs. Im Zuge der Umstellung der Gasversorgung auf Erdgas wurde der Gasbehälter überflüssig und bei Umbauarbeiten auf dem Gelände der Gaswerke 1984 bis 1986 abgebrochen.